# Kostel Nanebevzetí Panny Marie (Gliwice)
Kostel Nanebevzetí Panny Marie byl zakoupen a přemístěn městem Gliwice, gmina Gliwice, Slezské vojvodství, náleží do děkanátu Gliwice, diecéze gliwická, je farním kostelem farnosti Nanebevzetí Panny Marie v Gliwicích. Kostel se nachází na bývalém starokozielském hřbitově.
Dřevěný kostel je v seznamu kulturních památek Polska pod číslem 322/60 z 7. 3. 1960  a je součástí Stezky dřevěné architektury v Slezském vojvodství.

## Historie
Kostel byl postaven ve vesnici Zębowice u Olesna (Opolské vojvodství), která už v roce 1447 se stala farností. Výstavba kostela je datována do roku 1493. Nejstarší dochovaný popis kostela je z roku 1679, kde je zmíněna volně stojící zvonice a výmalba vnitřku kostela. V roce 1777 byla k lodi kostela přistavěna nová věž, kterou postavil tesař Wojciech Kokot. V 18. století bylo obohaceno vnitřní vybavení a v roce 1878 byly Johannem Gaidou vytvořeny nové polychromie.
V období III. slezského povstání byl kostel prostřelen, dělostřelecký projektil proletěl ze strany kněžiště v blízkosti hlavního oltáře, prorazil balustrádu hudební kruchty, varhany a zůstal zaklíněn v příčném trámu (byl nalezen při demontáži kostela).
V roce 1911 byl vedle postaven nový zděný kostel a dřevěný kostel byl nabídnut k prodeji. V roce 1925 kostel zakoupilo město Gliwice a byl přemístěn na centrální hřbitov. rekonstrukční práce řídil Robert Josefek pod dohledem městského architekta Karla Schabika. Přenos polychromií ze stěn a stropů provedl Karol Platzek. Kostel byl znovu vysvěcen 12. září 1925 a za rok byl zpřístupněn. Kostel sloužil jako pomocná pohřební kaple a modlitebna. Bohužel kostel nebyl opravován a pozvolna chátral až na konci sedmdesátých let 20. století byl uzavřen.
V roce 1992 byl kostel rozebrán a jednotlivé  části byly konzervovány. V roce 1997 byl přenesen na bývalý starokozielský hřbitov, kde byl restaurován. V roce 2000 byly restaurátorské práce ukončeny 15. srpna 2000 byl kostel Nanebevzetí Panny Marie vysvěcen gliwickým biskupem Janem Wieczorkem a stal se rektorálním kostelem. Od 1. července 2004 se stal farním kostelem nově zřízené farnosti Nanebevzetí Panny Marie v Gliwicích.

## Architektura
Jednolodní neorientovaná dřevěná stavba roubené konstrukce. Loď s kruchou je ukončena kněžištěm. Ke kněžišti byla přistavěna sakristie, na které se nachází oratoř. Loď kostela je vyšší než presbyterium. Dřevěná hranolová věž je sloupové konstrukce se zvonovým patrem, je přisazena k západnímu průčelí lodi. Věž má cibulovitou báň s lucernou, ve zvonovém patře se nachází zvon Maximilián z roku 1927. Střecha lodi a kněžiště je sedlová krytá šindelem. Sanktusník je tvořen lucernou s cibulovitou bání. Stěny lodi a věže jsou kryté šindelem.
Kolem kostela jsou náhrobky bývalého hřbitova, kaple sv. Hyacinta (sv. Jacek Odřivous), kříž se sochou Krista a socha Panny Marie.

### Interiér
Oltáře a ambon byly přeneseny spolu s kostelem ze Zebowic. Barokní hlavní oltář z 18. století nese obraz  Panny Marie Škapulířské se sochami sv. Pavla a sv. Petra. Klasicistní boční oltáře jsou z 19. století. Na evangelijní straně v bočním oltáři je obraz Svatá Brigita, na epištolní straně v bočním oltáři je obraz Svatá Anna učí Marii. Na kůru se nacházejí varhany z 18. století. Z 18. století jsou také dvě kropenky.

## Galerie

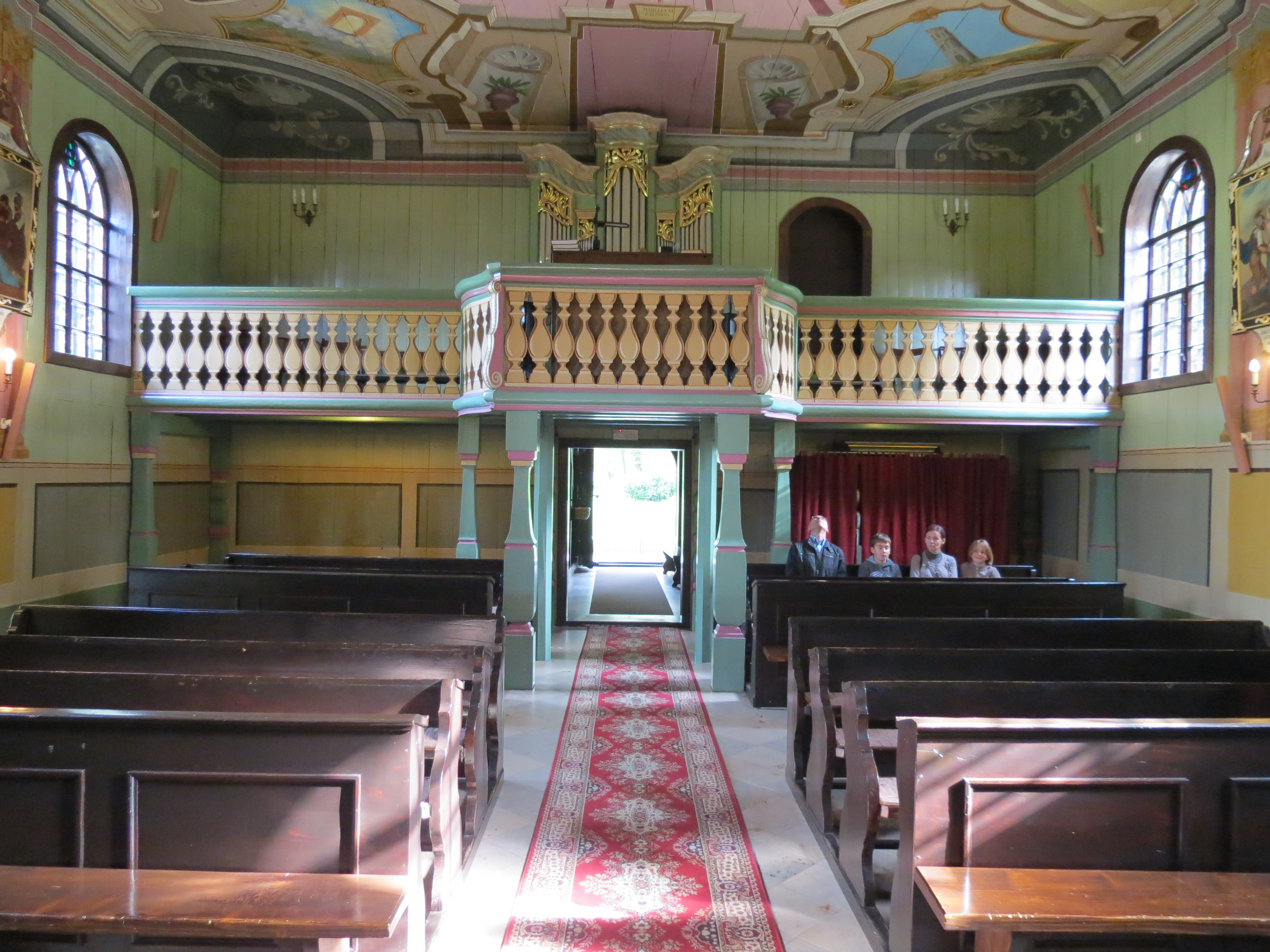
Kruchta s varhany
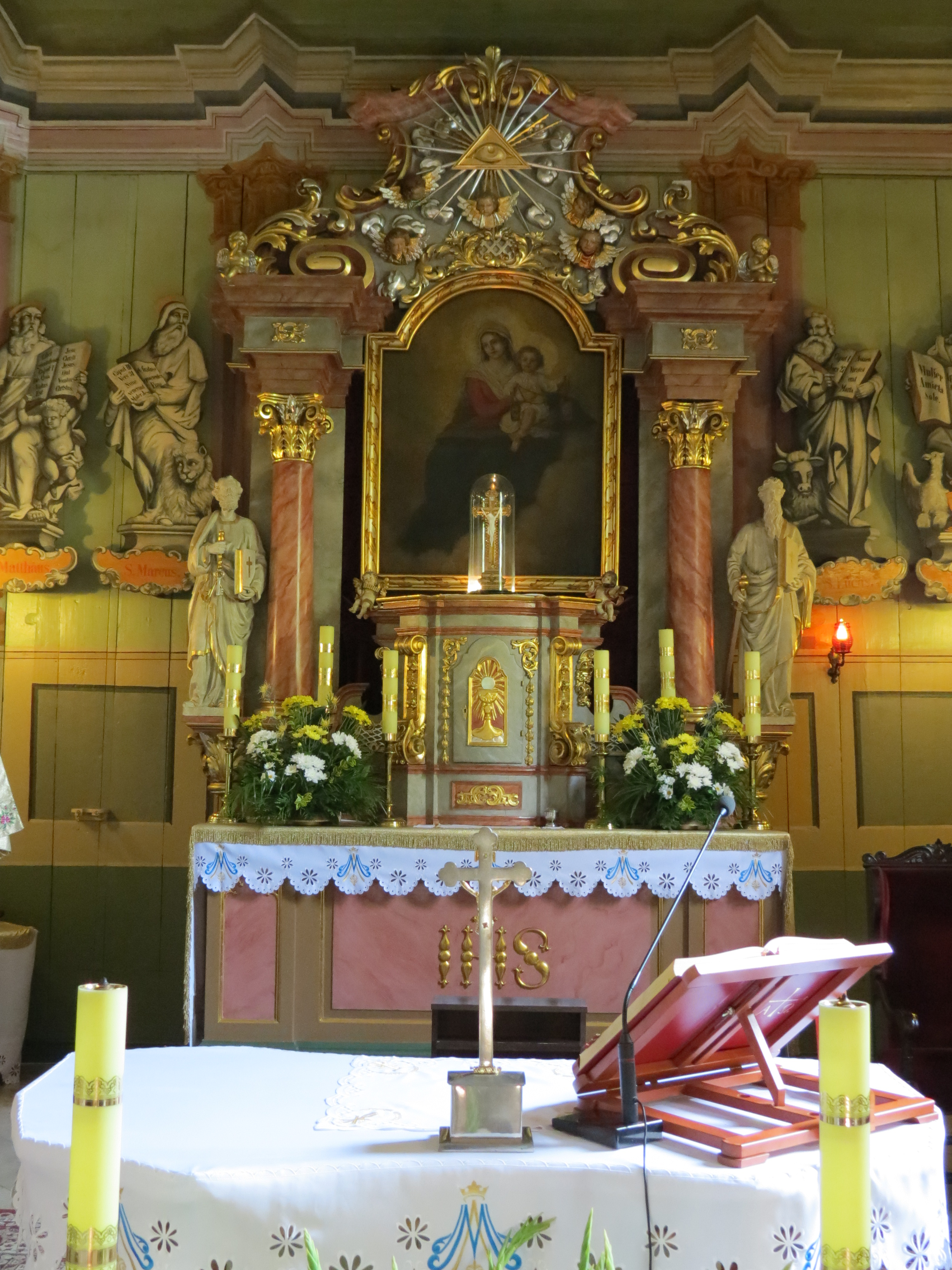
Hlavní oltář
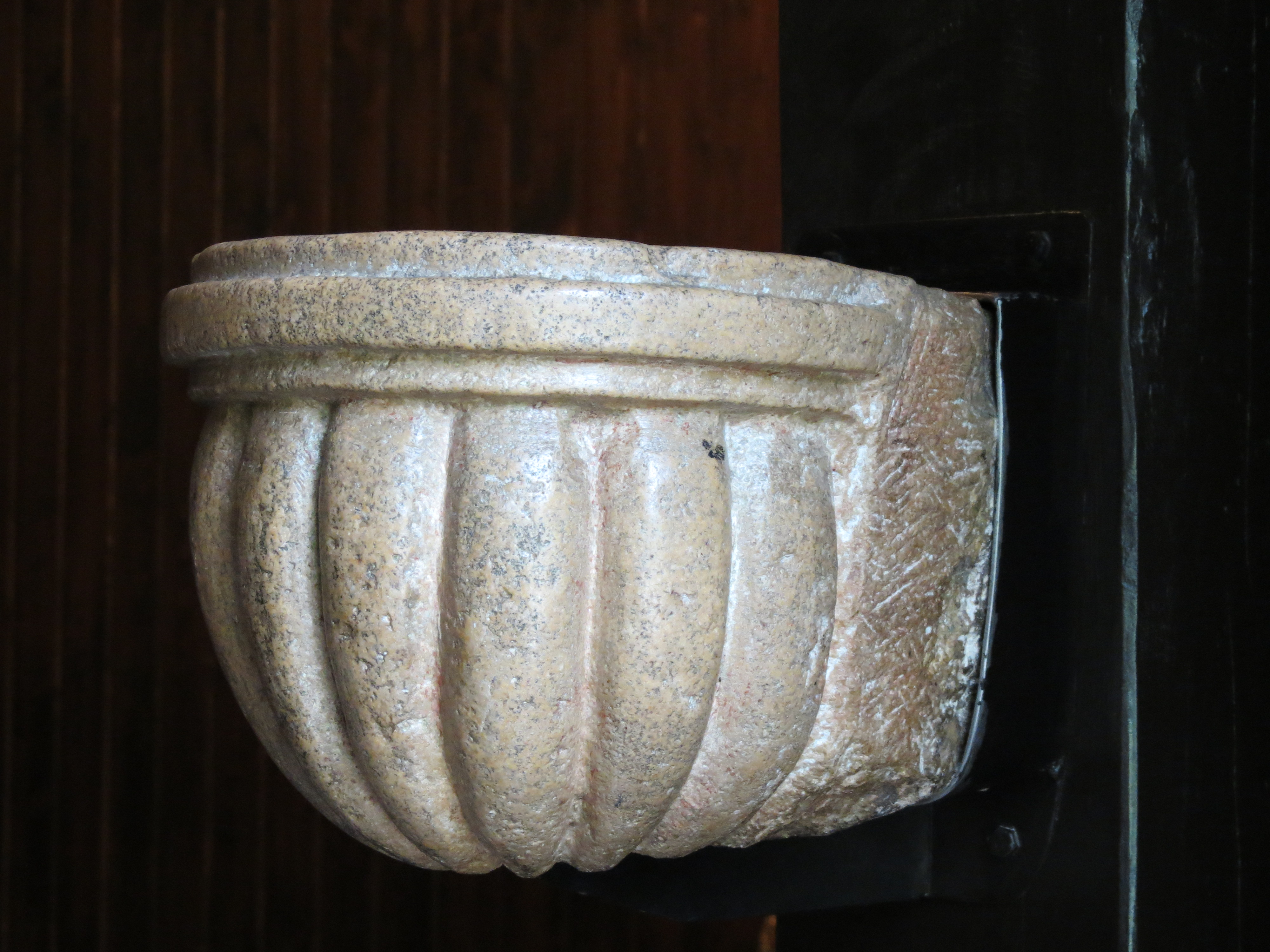
Kropenka u hlavního vchodu
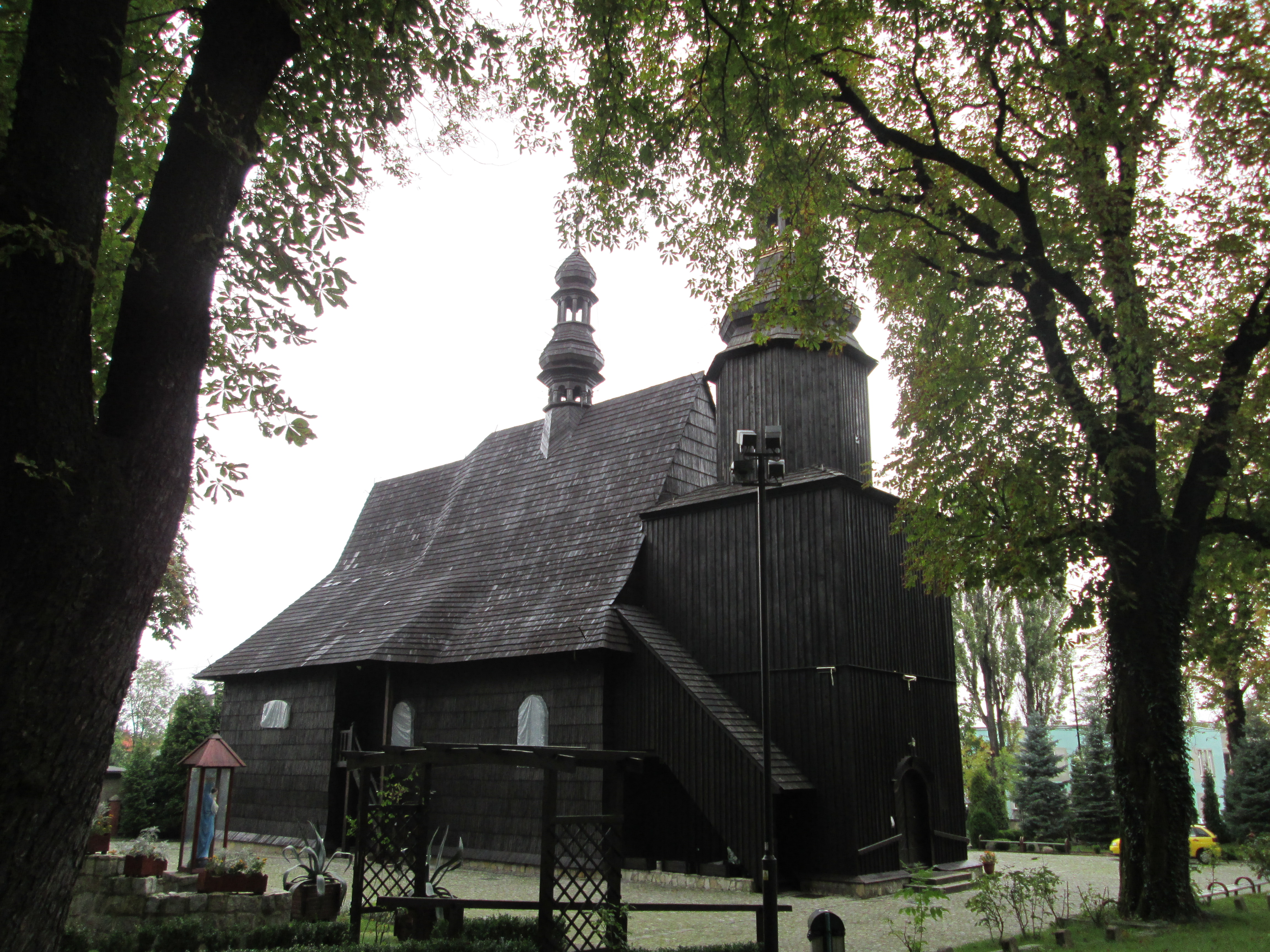
Kostel